# Gerald Thomas
Gerald Thomas (* 10. Dezember 1920 in Kingston upon Hull, Yorkshire; † 9. November 1993 in Beaconsfield, Buckinghamshire) war ein britischer Filmregisseur, Filmeditor und Produzent, vor allem bekannt für die Komödien der Carry-On-Filmreihe.

## Leben
Thomas begann seine Karriere im Bereich Filmschnitt, wo er unter anderem seinen Bruder, den Regisseur Ralph Thomas, bei dessen Film Aber, Herr Doktor… unterstützte.
Mitte der 1950er Jahre begann er auch als Regisseur zu arbeiten und drehte zunächst Kriminalfilme. Ab 1958 fand er mit Carry On Sergeant seine Erfolgsnische in den 30 „low budget“ Komödien der Carry-On-Filmreihe, die er auch teilweise gemeinsam mit seinem Freund Peter Rogers produzierte, und die in den Pinewood Studios gedreht wurden. Die Serie ebbte Ende der 1970er Jahre ab (mit einem Nachzügler im Jahr 1992, Carry On Columbus). Daneben drehte er auch Krimis wie Interpol ruft Berlin (1957) oder Der Zweite Sieg (1986), über einen Mord im besetzten Österreich kurz nach dem Zweiten Weltkrieg.
Sein Bruder Ralph Thomas war an verschiedenen „Carry On“ Filmen als Regisseur beteiligt, wurde aber in den Credits nicht erwähnt. Gerald Thomas ist außerdem der Onkel des Produzenten Jeremy Thomas.

## Filmografie
- 1956: Zirkusfreunde (Circus Friends)
- 1957: Im Tresor gefangen (Time Lock)
- 1957: Interpol ruft Berlin (The Vicious Circle)
- 1958: Kopf hoch – Brust raus! (Carry On Sergeant)
- 1958: Postlagernd Westminster (Chain of Events)
- 1959: 41 Grad Liebe (Carry On Nurse)
- 1959: Ist ja irre – Lauter liebenswerte Lehrer (Carry On Teacher)
- 1959: Die liebestolle Familie (Please Turn Over)
- 1960: Ist ja irre – Diese strammen Polizisten (Carry On Constable)
- 1960: Ist ja irre – unser Torpedo kommt zurück (Watch Your Stern)
- 1961: Nicht so toll, Süßer (Carry On Regardless)
- 1961: Quintett mit Harfe und Trompete (Raining the Wind)
- 1962: Die eiserne Jungfrau (The Iron Maiden)
- 1962: Ist ja irre – der Schiffskoch ist seekrank (Carry On Cruising)
- 1963: Ist ja irre – diese müden Taxifahrer (Carry On Cabby)
- 1963: Ist ja irre – ’ne abgetakelte Fregatte (Carry On Jack)
- 1963: Krankenschwester auf Rädern (Nurse on Wheels)
- 1964: Ist ja irre – Agenten auf dem Pulverfaß (Carry On Spying)
- 1964: Ist ja irre – Cäsar liebt Cleopatra (Carry On Cleo)
- 1965: Ist ja irre – der dreiste Cowboy (Carry On Cowboy)
- 1966: Ist ja irre – Alarm im Gruselschloß (Carry On Screaming!)
- 1966: Ist ja irre – Nur nicht den Kopf verlieren (Don't Lose your Head)
- 1967: Ist ja irre – In der Wüste fließt kein Wasser (Follow that Camel)
- 1967: Das total verrückte Krankenhaus (Carry On Doctor)
- 1968: Alles unter Kontrolle – keiner blickt durch (Carry On… Up the Khyber)
- 1969: Das total verrückte Campingparadies (Carry On Camping)
- 1969: Das total verrückte Irrenhaus (Carry On Again Doctor)
- 1970: Die total verrückte Königin der Amazonen (Carry On Up the Jungle)
- 1970: Liebe, Liebe usw. (Carry On Loving)
- 1971: Heinrichs Bettgeschichten oder Wie der Knoblauch nach England kam (Carry On Henry)
- 1971: Ein Streik kommt selten allein (Carry On At your Convenience)
- 1972: Schütze dieses Haus (Bless this House)
- 1972: Die total verrückte Oberschwester (Carry On Matron)
- 1972: Ein total verrückter Urlaub (Carry On Abroad)
- 1973: Mißwahl auf Englisch (Carry On Girls)
- 1974: Mach’ weiter, Dick! (Carry On Dick)
- 1975: Der total verrückte Mumienschreck (Carry On Behind)
- 1976: Retter der Nation (Carry On England)
- 1978: Mach’ weiter, Emmanuelle (Carry On Emmannuelle)
- 1981: Bitte weiterlachen (Carry on Laughing)  (Fernsehserie, 13 Folgen)
- 1987: Der zweite Sieg (The Second Victory)
- 1992: Mach’s nochmal, Columbus (Carry On Columbus)